# Mops niveiventer
Mops niveiventer là một loài động vật có vú trong họ Dơi thò đuôi, bộ Dơi. Loài này được Cabrera & Ruxton mô tả năm 1926.